# Popillia pilicollis
Popillia pilicollis är en skalbaggsart som beskrevs av Ernst Gustav Kraatz 1892. Popillia pilicollis ingår i släktet Popillia och familjen Rutelidae. Inga underarter finns listade i Catalogue of Life.